# Susanna Clarke
Susanna Mary Clarke (Nottingham, 1º novembre 1959) è una scrittrice inglese di romanzi fantasy, conosciuta principalmente per il suo romanzo ucronico Jonathan Strange & il signor Norrell, vincitore, tra gli altri, del Premio Hugo per il miglior romanzo, del Premio World Fantasy e del Premio Locus per la miglior opera prima.

## Biografia
Susanna Mary Clarke nasce il 1º novembre 1959 a Nottingham. Figlia maggiore di un ministro metodista, trascorse la sua infanzia tra l'Inghilterra del Nord e la Scozia. Completa la sua educazione al St Hilda's College di Oxford, laureandosi nel 1987 in lettere, filosofia, politica ed economia. Nel 1990 si trasferisce a Torino ad insegnare inglese, poi nel 1991 a Bilbao. Torna in Inghilterra nel 1992.
Nel 1993, mentre risiedeva nella contea di Durham in una casa che si affacciava sul Mare del Nord, iniziò a scrivere il suo primo romanzo, Jonathan Strange & il signor Norrell, che completerà dopo nove anni e sarà pubblicato da Bloomsbury nell'ottobre del 2004. Scrivere il romanzo non fu affatto un'impresa facile, essendo composto da quasi 900 pagine. Inoltre, richiese moltissimo tempo da parte della Clarke, in quanto dovette documentarsi sulla storia dei primi anni del XIX secolo.

### Vita privata
Clarke risiede a Cambridge con il suo compagno, lo scrittore di fantascienza Colin Greenland, con il quale vive dal 1996.

## Opere

### Ciclo del re Corvo
La serie comprende un romanzo principale e una raccolta di racconti ancillari al romanzo.
- Jonathan Strange & il signor Norrell (Jonathan Strange & Mr Norrell), Bloomsbury Publishing, 2004. Trad. Paola Merla, La Gaja Scienza 771, Longanesi & C., 2005.
- Le dame di Grace Adieu e altre storie di magia (The Ladies of Grace Adieu and Other Stories), Bloomsbury Publishing, 2006. Trad. Paola Merla, La Gaja Scienza 835, Longanesi & C., 2007. Comprende nove racconti.

### Romanzi autoconclusivi
- Piranesi, Bloomsbury Publishing, 2020. Trad. Donatella Rizzati, Lainya 26, Fazi Editore, 2021.

### Sandman
Clarke ha composto un racconto ambientato nell'universo di Sandman, il personaggio di fumetti creato da Neil Gaiman per DC Comics, apparso in un'antologia di tributi a tale serie.
- "La casa dell'orologio fermo" ("Stopp't-Clock Yard"), nell'antologia The Sandman: Book of Dreams, a cura di Neil Gaiman e Edward E. Kramer, Harper Collins, 1996. Trad. Chiara Belliti, Daniele Brolli, Alessandra Di Luzio e Margherita Galetti (per Comma 22) in Sandman. Il libro dei sogni, Magic Press Edizioni, 2005.

## Riconoscimenti
Jonathan Strange & il signor Norrell
2004 - Candidatura al Booker Prize
2004 - Candidatura al Whitbread Awards
2004 - Candidatura al Guardian First Book Award
2004 - Time's Best Novel of the Year
2005 - Candidatura al British Book Awards
2005 - Premio Hugo per il miglior romanzo
2005 - Premio World Fantasy
2005 - Premio Locus per la miglior opera prima
2005 - Mythopoeic Award for Adult Literature
Piranesi
2021 - Women's Prize for Fiction